# パトリック・ロビンソン (コーナーバック)
パトリック・ロビンソン（Patrick Robinson 1987年9月7日- ）はフロリダ州マイアミ出身の元アメリカンフットボール選手。現役時代のポジションはコーナーバック。

## 経歴

### プロ入り前
高校時代はワイドレシーバーとしてプレーした。高校2年次には
32回のレシーブで491ヤードを獲得、6TD、8インターセプト、高校3年次には10TD、11インターセプトをあげた。
大学入学前、Rivals.com からは、四つ星、全米で16位のコーナーバックに評価された。フロリダ大学、ミネソタ大学、フロリダ州立大学からオファーを受けた彼は、フロリダ州立大学に進学した。
1年次の2006年、左コーナーバック、トニー・カーターの控えとして12試合に出場し、11タックルを記録した。クレムゾン大学戦ではトライフォーポイントをブロック、カーターのリターンTDにつなげた。2年次の2007年、先発5試合を含む12試合に出場し、27タックル、大学記録となる5試合連続インターセプトをあげて、6インターセプトを記録、アトランティック・コースト・カンファレンスのオールチームに選ばれた。
3年次の2008年は、8試合の先発を含む9試合に出場、26タックル、1インターセプトであった。2009年には自己ベストの52タックルをあげた。
2010年のNFLドラフト1巡でニューオーリンズ・セインツに指名された。7月29日、セインツと5年契約を結んだ。

### ニューオーリンズ・セインツ

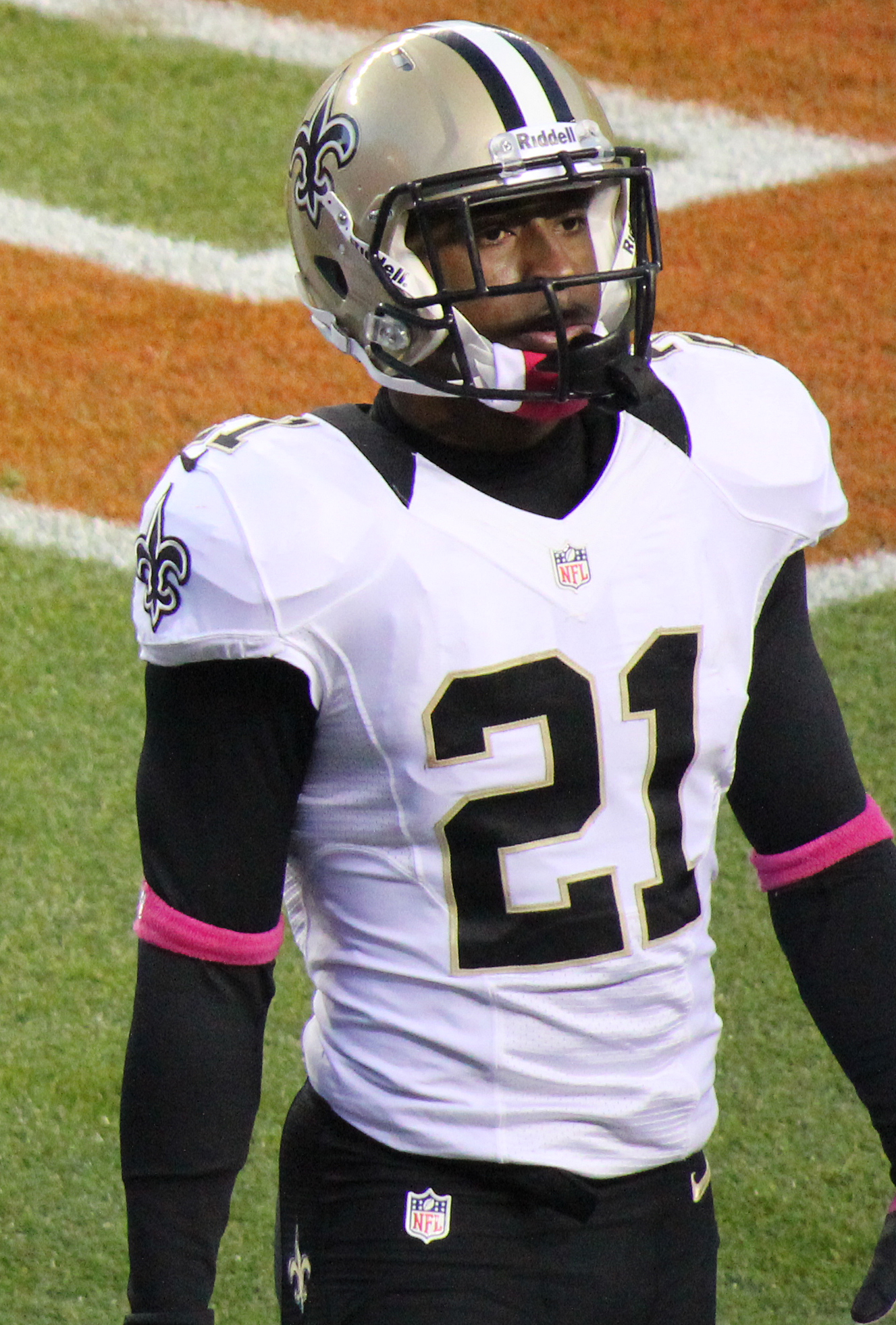
セインツ時代

2010年シーズン開幕戦、ミネソタ・バイキングス戦にてプロデビュー。10月10日のアリゾナ・カージナルス戦でキャリア初先発出場した。ルーキーシーズンは11試合出場、4先発で28タックルを挙げた。またシアトル・シーホークスとのワイルドカードゲームにも出場し、ポストシーズンも経験した。
2011年シーズン、10月2日のジャクソンビル・ジャガーズ戦にてブレイン・ギャバート相手にプロ初インターセプトを記録した。2年目のシーズンは15試合出場・7先発で、47タックル・15パスディフェンス・4インターセプトを挙げた 。
2012年11月5日のフィラデルフィア・イーグルス戦ではマイケル・ヴィックのパスをインターセプト、99ヤードのリターンTDをあげて、ダレン・シャーパーのチーム記録に並んだ。この年は全16試合で先発出場を果たし、64タックル・18パスディフェンスはいずれもキャリアハイであった。
2013年シーズンは膝蓋骨の怪我によりわずか2試合の出場に留まり、契約最終年の2014年は14試合出場・6先発で、39タックル・11パスディフェンスという成績であった。

### サンディエゴ・チャージャーズ
2015年3月19日にサンディエゴ・チャージャーズと1年契約を結んだ。
シーズン開幕戦のデトロイト・ライオンズ戦で移籍後初出場し、3タックルを挙げた他、マシュー・スタッフォード相手にインターセプトを奪取するなどの活躍でチームの勝利に貢献した。このシーズンは全試合に出場し、49タックル・8パスディフェンスを記録した。

### インディアナポリス・コルツ
2016年3月23日にインディアナポリス・コルツと3年契約を結んだ。しかしこの年は怪我に悩まされ7試合出場に留まり、オフに放出された。

### フィラデルフィア・イーグルス
2017年3月28日にフィラデルフィア・イーグルスと1年契約を結んだ。
このシーズン、イーグルスは13勝3敗の成績で地区優勝を果たした。プレーオフではミネソタ・バイキングスとのNFCチャンピオンシップゲームにて、ロビンソンはチーム初得点となるインターセプトリターンタッチダウンを挙げる活躍を見せた。チームも38-7で大勝し、スーパーボウル進出を果たした。迎えたニューイングランド・ペイトリオッツとの第52回スーパーボウルでは、ロビンソンは3タックルを記録した他、試合終了間際にて相手QBトム・ブレイディが投じたヘイルメリーパスを弾き、イーグルスのスーパーボウル優勝を決定させた。

### イーグルス退団後
2018年3月14日に古巣・セインツと4年契約を結ぶも、シーズンでは怪我の影響もあり3試合の出場に留まった。2019年シーズンは試合出場が無かった。2020年シーズンでは12試合に出場し、14タックルという成績であった。
2021年8月10日に現役引退を表明した。